# Los Sims 2: las cuatro estaciones

Los Sims 2: Y las Cuatro Estaciones (título original: The Sims 2: Seasons) es la quinta expansión del videojuego de PC, Los Sims 2. El lanzamiento de este se llevó a cabo el 1 de marzo de 2007. La expansión fue anunciada en una hoja del manual de instrucciones de la anterior expansión, Los Sims 2: Mascotas.

## Nuevas características
Los Sims 2: Las cuatro estaciones, introducirá distintos cambios en el videojuego, entre ellos el cambio de clima, el cual afectará a tus Sims de forma repentina. Cuando tus Sims estén fuera de sus casas, sus necesidades caerán muy lentamente, lo cual se traduce en un mayor tiempo para actividades en el exterior. Por supuesto, también están incluidas en el juego las cuatro estaciones: primavera, verano, otoño e invierno. Cada estación y su respectiva climatología (tormentas eléctricas, lluvias torrenciales, lluvia de nieve, días soleados, etcétera) pueden afectar radicalmente a las necesidades, deseos y miedos de tus Sims (eso sí, relacionadas con el clima). En primavera, los Sims, tienen una gran oportunidad de enamorarse con más facilidad. En verano, es mucho más sencillo para tus Sims hacer amigos, así como conseguir puntos de aspiración relacionados con la popularidad. En otoño, tus Sims irán de mejor humor al trabajo, y como consecuencia, ascenderán y aumentarán sus habilidades (cocina, lógica, etc.) más rápidamente. En invierno, se reunirán con los miembros de su familia para celebrar la Navidad, por ejemplo, y podrán divertirse creando un muñeco de nieve o teniendo una pelea de bolas de nieve. Pero se debe de tener cuidado, ya que de no abrigarse bien, podrían morir a causa del frío. El jugador tiene la posibilidad de elegir la estación con la que desea jugar en su barrio. De acuerdo a la estación elegida, existirán variados cambios climáticos o una climatología constante sin que las estaciones vayan alternando, según la configuración establecida. 
Esta expansión incluirá 6 nuevos empleos con sus respectivos niveles y ascensos; aventuras, jugón, carrera musical, cargos de la ley, periodismo y profesor. Los Sims serán capaces de crear su propio huerto y cultivar distintas plantas y frutas según el clima y la estación, entre las que se encuentran, naranjas, limones, manzanas, tomates, pepinos, calabacines, entre otros. Cada planta crecerá en la estación adecuada. Usa la cosecha para crear extravagantes pócimas con multitud de efectos o incluso montar negocios de cosecha o vivir solamente de un pequeño huerto. También se podrán pescar distintas variedades de peces, tanto para participar en concursos como si de un arte se tratara, como para venderlos o que finalmente acaben en la barbacoa. También se pueden utilizar una serie de pesticidas, pero si se usan en exceso, el Sim correrá el grave riesgo de convertirse en un Sim-Planta. Si esto ocurriera, tus Sims podrán actuar de manera diferente a como lo hace un Sim normal, pero podrá casarse y tener hijos de una manera un tanto extraña pues los cultiva como si fueran, que de hecho lo son, plantas.
Como ocurría en anteriores expansiones de Los Sims 2, se incluirán nuevos objetos, entre los que se encuentran un tobogán para la piscina, una pista de patinaje, un invernadero, un pozo, nuevos sets de cocina con temática campestre y varias herramientas para mejorar tu jardín o tu huerto. Además, cada estación vendrá acompañada de sus respectivas actividades (guerras de bolas de nieve para invierno, pesca para otoño, guerras de pistolas de agua para verano y primavera, entre muchas otras). Otra característica completamente nueva en este juego, es la posibilidad de elegir distintos peinados para ocasiones diferentes. Por ejemplo, antes, en el Creador de Sims los jugadores elegían para sus Sims tener un solo tipo de peinado para hacer todas las actividades disponibles. Ahora, tus Sims pueden elegir un determinado tipo de peinado para ir al trabajo, y otro tipo distinto para ir a un solar comunitario, etc. sin tener que comprar un espejo para cambiar el peinado cada vez que tus Sims van hacer un tipo u otro de actividad. Además, puedes elegir un nuevo tipo de vestimenta conocida como la vestimenta del exterior la cual cambiará según la estación cuando estés fuera de la casa.
Algunas características, que ya existían en otros expansiones, como el Sistema de Puntos de Influencia y los Deseos de toda la Vida y las Insignias de Talento (Los Sims 2: Abren negocios) se incluirán en el juego Los Sims 2: Las cuatro estaciones. Aunque las Insignias de Talento de Robótica, Fabricación de Juguetes, etc. de Los Sims 2: Abren negocios no están incluidas, sí se incluirán dos nuevas Insignias: Jardinería y Pesca, las cuales podrán ser disfrutadas junto con las demás, si ambos Packs de Expansión están instalados. También cabe la posibilidad de que se incluya la Herramienta del Mazo y la Enciclopedia de Consejos del Juego, creada en la expansión Los Sims 2: Mascotas. 
Además de la gran cantidad de nuevos objetos, vestimentas y herramientas que incluirá el juego, se ha añadido un nuevo barrio llamado Colinas del río flor.
Para convertirse en Sim-planta tienes que rociar el huerto sin invernadero y hay un 30% de posibilidades que te transformes en planta; serás verde y tus necesidades serán amor, luz y agua, podrán usar esporas de felicidad, con las cuales pueden plantar hijos, los cuales serán verdes. Solo pueden ser Sims-planta los Infantes, Adultos y Ancianos, y si quieres volver a ser un sim normal, llama al club de jardinería y compra la poción Plantificina.
Uno de los nuevos personajes es un pingüino que aparecerá en cualquier momento de la partida sea la estación que sea hablará con los objetos de la casa y tu solo puedes echarle o mimarle.
¡Cuidado con los niños o infantes! Cuando un niño está muy frío te avisarán que calientes al mismo o vendrá la asistente social a llevárselo. Haz que este beba un chocolate caliente o que se caliente en la chimenea.

## Curiosidades
- La versión original de Los Sims 2 incluía un fenómeno meteorológico, la lluvia, la cual no llegó a incluirse, debido a un error que hacía que lloviese dentro de las casas de los Sims. Este error ha sido depurado, efectivamente, para Los Sims 2: Las cuatro estaciones.
- Un nuevo objeto es el pozo de los deseos, que se consigue llamando e ingresando en el club de jardinería, al cual se le deberá pedir una inspección del jardín del solar. Si el jardín está en un alto grado de limpieza, cuidado de las plantas y decoración, el club recompensará con un pozo de los deseos, al cual solo se le puede pedir un deseo al día, ya que si se piden más, ya no es útil este y saldrán efectos negativos contrarios al deseo, sea en enamoramientos o romance, dinero o amigos.